# IS 전차
이오시프 스탈린 전차(러시아어: Ио́сиф Ста́лин танк; ИС)는 소련이 제2차 세계 대전 중 KV 전차의 약점을 보완하기 위해 개발한 중전차 계열이다. 독일의 88mm포에 대응하기 위한 두꺼운 장갑과 티거와 판터에 대항하기 위한 122mm 주포를 장착하였다. 대구경 고폭탄을 이용하여 참호와 벙커, 진지를 돌파하기 위해 운용되었다. IS-2는 1944년 4월 투입되었고 전쟁 말기인 베를린 공방전에서 붉은 군대의 선봉에 섰다.

## 설계 및 생산

### KV와 IS-1
소련의 KV 중전차 계열은 승무원들로부터 부족한 기동성과 T-34 중형전차와 동일한 무장으로 인해 비판받았다. 1942년 이문제는 가벼워지고 기동성이 향상된 KV-1S의 등장으로 부분적으로 해결되었다. KV계열 전차들은 T-34보다 비쌌지만 좋은 전과를 내지 못했다. 그래서 1943년 스탈린은 중전차 생산을 거의 중단하려고 했으나 그해 쿠르스크 전투에서 독일군이 강력한 장갑과 무장을 가진 판터와 티거 전차를 투입시키자 단념하였다. 소련은 판터와 티거 전차에 대항하기위한 임시방편으로 KV-85를 생산하고 더욱 강력한 주포와 장갑을 가진 KV-13의 개발에 착수했다. IS-85(object 237)시제품은 IS-1으로 생산허가 되어 1943년 10월에서 이듬해 1월까지 생산되었다.

### IS-85/IS-122

#### 주포 선정
신형 스탈린 중전차의 주포로는 85mm D-5T 전차포와 122mm A-19 야포, 100mm BS-3 전차포가 거론되었다. BS-3의 관통력(185mm)이 A-19(160mm)보다 우수했지만 화력이 약했다. 또한 BS-3는 배치된지 얼마 지나지 않아서 생산량이 부족했지만 A-19는 생산량은 물론 탄약도 충분했다. 기존의 76.2mm 대전차포에 비해 A-19는 관통력이 월등하고 3.5배의 운동에너지를 가졌다. 이는 독일의 판터에 장착된 7.5cm 고속사포의 관통력과 비슷하다.
두 포는 시험을 거친후에 A-19가 새 전차의 주포로 선정되었다. 독일군 방어시설을 공격할때 A-19의 고폭탄 위력이 월등했고 즉시 대량생산하여 장착할 수 있었기 때문이다. A-19의 포탄은 탄두와 장약이 분리된 분리결합식을 사용해서 명중률과 포탄의 위력이 감소되었다. 고폭탄의 위력은 강력했지만 철갑탄의 관통력은 휠신 작은 구경인 독일의 75, 88mm포와 비슷했다. 하지만 소련은 시험발사에서 A-19가 판터의 정면장갑을 충분히 관통할 수 있어서 대전차용도로 적합하다고 결론지었다.
반면 독일의 A-19 관통력 시험에서는 판터가 날아오는 포탄에 대해 30도의 각을 주고 있으면 포탄의 위력이 현저히 감소하였고 100m 이내에서만 판터의 정면 하부를 관통할 수 있었다. 보병지원용의 고폭탄은 매우 위력이 강하고 유용했다. 다만 탄두와 장약이 분리되어 있어 장전시간은 발당 30초로 매우 느렸다.

#### 생산

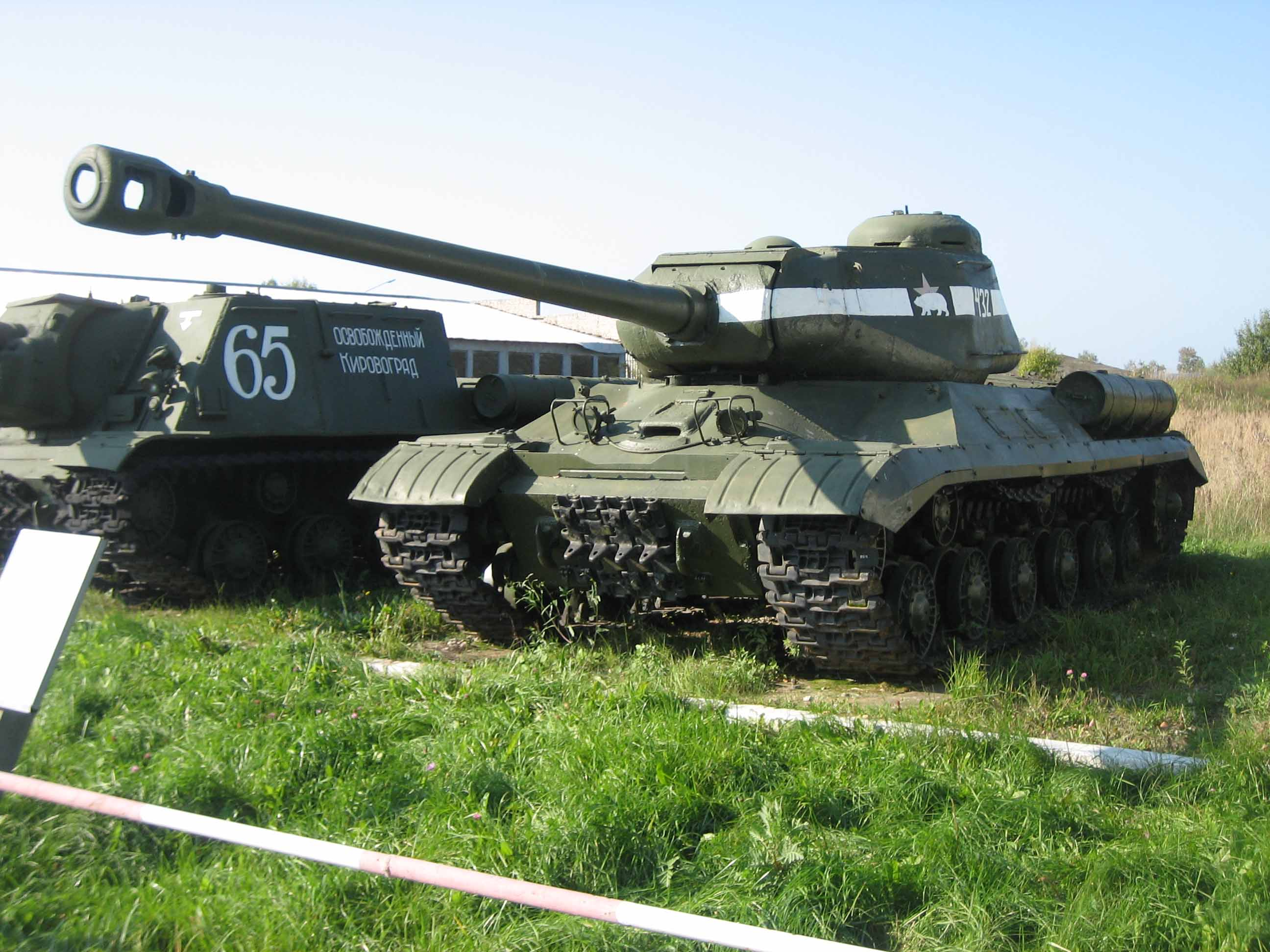
쿠빈카 전차 박물관의 IS-2M

IS-122의 프로토타입은 IS-85를 대체하였고 IS-2로 대량생산되었다. 일부 IS-1은 출고되기 전 IS-2전차로 개수되었고 85mm 주포는 T-34-85에게 장착되었다. IS전차는 KV전차에 비해 더 두꺼워진 전면장갑과 개선된 포탑을 장착했다. 한편 장갑구조의 설계가 진보되었기 때문에 무게가 가벼워짐에도 더 두꺼운 장갑을 장착했고 이에 따라 기동력이 향상되었다. 또한 KV전차는 후면에도 상당한 두께의 장갑이 장착되어있지만 IS-2의 장갑은 전면에 집중되어 있다. IS-2의 무게는 티거보다 가볍고 판터와 비슷한 수준이었지만 기동성은 티거에 열세였다.

### IS-3

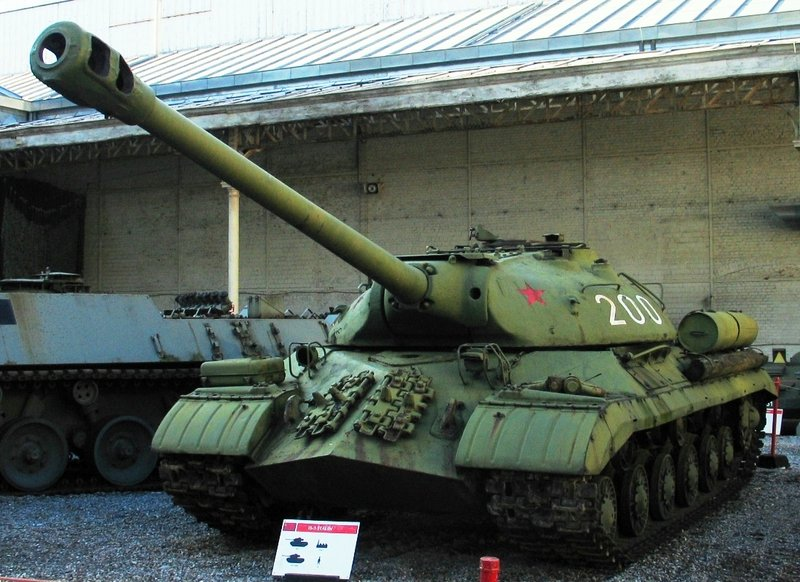
전후의 많은 소련전차들과 탑을 장착하고 탁월한 장갑설계의 IS-3 (벨기에 브뤼셀의 왕립 군사 박물관에 전시된 IS-3.)

제2차 세계 대전 종전 직전 양산이 결정되었으나, 독소전쟁 실전에는 투입되지 못한 스탈린 중전차이다. IS-2와 같은 122mm D-25T 포를 장착하였고 전면은 상당히 복잡한 형태의 110mm 경사장갑으로 제작되었다. 

### IS-4
독일의 8,8 cm 71구경장 전차포에 견디기 위해 제작된 전차이다. IS-2 1943년형의 정면장갑은 조종수 관측창이 거의 수직장갑이었기에 이 부분이 약점이었다. IS-4는 이 약점을 보완하기 위해 경사를 완만하게 만들고 추가로 조종석 보호장갑을 만들었다. IS-3과 마찬가지로 독소전쟁 실전에는 투입되지 못했다. 생산된 재고 전부 60톤에 달하는 무게 때문에 철도수송이 어려운 탓에 극동에 배치되었다가 1990년대에 모두 제적처리 되었다.

### IS-6
IS-3의 장갑의 방호력을 향상시키기 위해 IS-3보다 장갑이 10mm 얇은 대신 경사각을 더 완만하게 했다. 그러나 IS-4보다 장갑성능이 떨어져서 생산되지는 못했다.

### IS-7
IS 계열 전차 중 가장 빠른 전차였다. 최고속도는 59km/h였고 야지에서도 40km/h정도로 빠른 전차였다. 그러나 IS-4보다도 무거운 68톤의 무게 탓에 제식 채용되지 않았다.

### T-10(IS-8)
소련의 마지막 중전차. 약 8000대 이상이 생산되었지만 소비에트 연방의 해체 이후 모든 전차들이 제적처리되었다. 1948년 말 중전차 개발이 지시되어 조제프 코친 기사가 이끄는 팀에 의해 첼랴빈스크의 키로프스키 공장에서 개발되었고 초기의 이름은 Object 730이었다. 이후 IS-5로 정식 명칭을 받았다가 다시 IS-8로 명칭이 변경되고, 스탈린이 사망한 뒤인 1953년 T-10 중전차로 개칭되어 양산되었다.

## 같이 보기
- KV 전차
- T-10 (전차)
- ISU-152